# Flemming
Flemming eller Fleming (ovanligare) var under senare medeltiden ett efternamn som betyder "flamländare", dvs en person från Flandern. Det började senare också användas som förnamn. Äldsta belägg i Sverige år 1859.
Namnet är ovanligt i Sverige. Den 31 december 2009 hade 611 personer förnamnet Flemming/Fleming, varav 345 som tilltalsnamn. 1986-1993 hade Flemming namnsdag 16 oktober.

## Personer med Flemming som förnamn
- Fleming Broman, svensk narkotikabrottsling
- Flemming Quist Møller, dansk musiker och författare
- Flemming Rasmussen, dansk musikproducent
- Flemming Norrgren, professor vid CTH
- Fleming Lynge, dansk manusförfattare

## Personer med Flemming som efternamn
- Alexander Fleming
- Friedrich Ferdinand Flemming
- Ian Fleming
- Jakob Heinrich von Flemming
- Walter Flemming